# Funnel cake
Funnel cake est une préparation culinaire sucrée populaire en Amérique du Nord, que l'on trouve principalement dans les fêtes foraines, les foires et les parcs d'attractions. Elle est fabriquée à base de pâte à frire.

## Histoire
Le concept du Funnel cake remonte au début du Moyen Âge persan et au monde arabe sous le nom de zalabiyeh, où des plats similaires à base de levure ont été préparés pour la première fois, et se sont ensuite répandus en Europe. La première mention d'un gâteau dans un livre de cuisine allemand semble être apparue en 1879. Ce n'est qu'en 1935 qu'il a été appelé « funnel cake » dans un livre de cuisine en anglais. Les immigrants allemands de Pennsylvanie (dits « Pennsylvania Dutch » ) ont apporté en Amérique le plat à la levure, connu sous le nom de drechderkuche et ont développé la version à base de levure chimique avec son nouveau nom ; Funnel cake, que l'on peut traduire littéralement par gâteau entonnoir. En 1950, le Kutztown Folk Festival en Pennsylvanie est souvent cité comme un événement ayant accru la popularité des funnel cakes,.

## Préparation
Les funnel cakes sont préparés en versant de la pâte dans de l'huile de cuisson chaude en formant un cercle et en faisant frire la masse qui se chevauche jusqu'à ce qu'elle soit dorée. La pâte est généralement versée dans un entonnoir, ce qui lui donne sa texture et son nom. Lorsqu'ils sont préparés dans des stands de concession, on utilise un pichet avec un bec verseur en entonnoir intégré.
Les funnel cakes sont généralement servis nature avec du sucre glace, mais peuvent également être servis avec de la confiture / gelée, de la cannelle, du chocolat, des fruits frais ou d'autres garnitures.

## Variations culturelles

### Europe

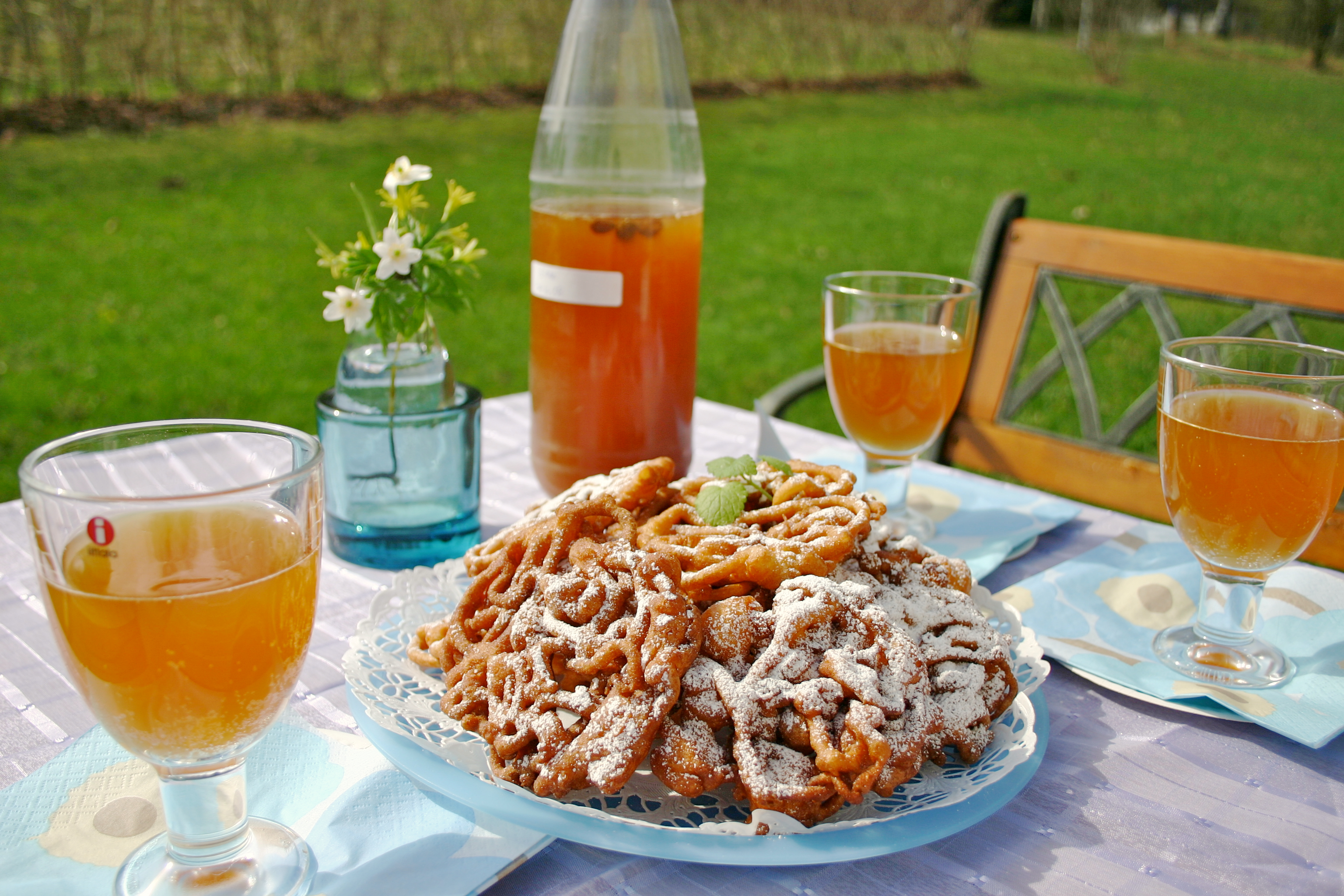
Tippaleipä servi en Finlande.

Dans la cuisine du sud de l'Allemagne, l'équivalent est appelé Strauben ou Strieble et est préparé et servi de la même manière. Dans la cuisine finlandaise, le tippaleipä (littéralement pain aux gouttes) est traditionnellement servi lors des célébrations du 1er mai (Vappu), accompagné de sima. En Lituanie, on l'appelle skruzdėlynas, ce qui signifie littéralement « nid de fourmis ». On le prépare normalement au début du printemps pour vider le stock de miel de l'année précédente et faire plus de place pour le nouveau, et il est également préparé lors de la première récolte de miel. L'équivalent arménien mrjnabujn (Մրջնաբույն (տորթ)) se traduit également par « nid de fourmis ».

### Asie
Dans le sous-continent indien, un dessert similaire, avec un revêtement extérieur en sucre cristallisé, est appelé jalebi. En Iran, il est connu sous le nom de zulbia et est un dessert populaire. Ceux-ci diffèrent du gâteau en entonnoir en n'utilisant pas de levure chimique, ce qui donne une texture moelleuse.
Le kumukunsi est un autre beignet similaire originaire du peuple Maguindanao aux Philippines. Il est fait de farine de riz, d'œufs de cane et de sucre qui sont moulés en brins ressemblant à des cordes puis frits en spirale lâche. Ils ont le goût et la consistance de crêpes crémeuses.

### États-Unis

Stand de funnel cakes et de crème glacées à la California State Fair.

Aux États-Unis, les funnel cakes étaient à l'origine associés au Pennsylvania dutch country. C'est l'un des premiers aliments frits d'Amérique du Nord, associé aux immigrants allemands arrivés en Pennsylvanie aux XVIIe et XVIIIe siècles. Aujourd'hui, c'est un plat populaire que l'on trouve dans les parcs d'attractions et les foires de tout le pays. Le nom « entonnoir » vient plus tard de la technique utilisée pour fabriquer les gâteaux, dans laquelle la pâte semblable à une crêpe est versée dans de l'huile chaude à travers un entonnoir.